# Оаза (департман)
Оаза (фр. Oise) департман је у северној Француској. Припада региону Пикардија, а главни град департмана (префектура) је Бове (град). Департман Оаза је означен редним бројем 60. Његова површина износи 5.887 км². По подацима из 2010. године у департману Оаза је живело 803.595 становника, а густина насељености је износила 137 становника по км².
Овај департман је административно подељен на:
- 4 округа
- 41 кантона и
- 693 општина.